# Петров, Виктор Александрович (кинооператор)
Ви́ктор Алекса́ндрович Петро́в (11 ноября 1897, Пермь — не ранее 1959) — советский оператор документального кино, фронтовой кинооператор в годы Великой Отечественной войны.

## Биография
Родился в Перми. С 1913 года ходил на пароходах в качестве ученика, затем помощника механика (в том числе на пароходе «Иртыш»).
В период 1916—1917 годов служил в Русской императорской армии. С 1918 по 1921 год — помощник машиниста на пароходе по рекам Сибири. В 1922—1923 годах работал в акционерном обществе «Пролеткино», собирал автокинопередвижки. С 1923 года — механик в кинотеатре и фото-кино мастерской в Иркутске.
В кино попал благодаря оператору Василию Беляеву из Ленинграда, зашедшего в мастерскую устранить неисправность камеры, и в благодарность пригласившего поучаствовать в съёмках. Вскоре, раздобыв кинокамеру, он и сам начал снимать для лаборатории акционерного общества «Кино-Сибирь».
В 1928 году во время киноэкспедиции в Сибирь московский оператор-хроникёр Василий Константинов провёл в Новосибирске операторские курсы, обучив Петрова обращению с профессиональной камерой «Дебри». Тогда же Константинов поспособствовал открытию иркутского корпункта «Совкино». В том же году по заказу новосибирской студии «Совкино» Петров осуществил репортажную съёмку первомайской демонстрации в Иркутске.
С первого дня работал на учреждённой в 1930 году на месте лаборатории «Базе хроники Восточно-Сибирского края» (с 1936 года — Иркутская студия кинохроники). Как опытный кинохроникёр, обучал азам профессии учеников. Вышедший в октябре 1932 года первый номер киножурнала «Восточная Сибирь» почти полностью состоял из материалов Петрова.
С июня 1936 года — оператор на Тульском корпункте Ростовской студии кинохроники. Вместе с операторами И. Беляковым, Е. Богоровым, С. Гельманом и другими стал автором сборника «Записки кинооператоров» (1938).
В Красной армии с июня 1941 года. С декабря 1941 года служил во фронтовой киногруппе Юго-Западного фронта, снимал в Севастополе, Новороссийске. С сентября 1942 года — в киногруппе Закавказского фронта, с июля 1943 года по февраль 1945-го — в киногруппах 3-го
 и 4-го Украинского фронтов, снимал освобождение Болгарии и Югославии.
Тов. Петров лишь за последние месяцы подошёл вплотную к осуществлению основной задачи фронтового корреспондента — к съёмке боевых операций. Перелом обозначился вместе со съёмкой неплохого сюжета — «Людмила Павличенко» (СКЖ № 62).
Петров с июля работал интенсивно и плодотворно. В Ясско-Кишиневской операции он дал яркие, очень сильные оригинальные кадры разгрома немецких войск. Эти съёмки получили высокую оценку в Москве. Правда, боевые кадры в Ясско-Кишиневской операции ему не удались.
Его опыт, умение снимать репортаж, смелая, инициативная работа по организации хроникального материала уживались с дисциплинарными проблемами. Приказом председателя Комитета по делам кинематографии при СНК СССР от 4 сентября 1943 года ему в числе других был объявлен выговор с предупреждением о «необходимости улучшения качественных показателей своей работы».
В 1945 году незадолго до окончания войны он был переведён в тыл — вновь на корпункт Ростовской студии кинохроники в Туле, где проработал до 1959 года.
Кроме фильмов является автором более 1000 сюжетов для кинопериодики: «Восточная Сибирь», «На страже СССР», «Новости дня», «Новости недели», «Пионерия», «По Дону и Кубани», «Северный Кавказ», «Советский спорт», «Советский юг», «Социалистическая деревня», «Союзкиножурнал».

## Избранная фильмография
Оператор
- 1936 — Поход отважных
- 1937 — Ворошиловские кавалеристы (совместно с Б. Маневичем, Т. Бунимовичем, А. Каировым)[11]
- 1937 — Советская Осетия
- 1938 — По пути Серго Орджоникидзе
- 1938 — Покорители горных вершин (совместно с Б. Шупляком)
- 1939 — Коммуна «Сеятель»
- 1940 — В долине Нарзана / В долине нарзанов (совместно с Г. Аслановым)
- 1940 — Цветущая станица
- 1941 — На защиту Родины
- 1942 — День войны (в соавторстве)
- 1944 — Белград (фронтовой выпуск № 9) (в соавторстве)
- 1944 — Победа на юге / Битва на юге (в соавторстве)
- 1945 — В день Победы (спецвыпуск киножурнала «Новости дня») (в соавторстве)
- 1945 — Первомайский парад в Москве (в соавторстве)
- 1945 — Советский Дагестан (в соавторстве)
- 1946 — Дагестан (в соавторстве)
- 1955 — Передовой колхоз

Режиссёр
- 1938 — Покорители горных вершин (совместно с Б. Шупляком)
- 1939 — Коммуна «Сеятель»
- 1940 — В долине Нарзана
- 1940 — Цветущая станица
- 1941 — На защиту Родины
- 1955 — Передовой колхоз

## Награды и звания

Памятный камень фронтовым кинооператорам в Ростове-на Дону

- орден Знак Почёта (13 марта 1936)[1];
- орден Красной Звезды (4 октября 1944)[8];
- медали СССР[1].

## Память
В Ростове-на-Дону в сквере напротив «Дома кино» в мае 2015 года был открыт памятный знак с фамилиями 11 ростовских фронтовых операторов.

## Комментарии
1. ↑  По другим источникам его брат — Николай Константинов, тоже оператор-документалист[1][2].
2. ↑  В заметке к 15-летию советского кино Иннокентий Луговской предложил считать съёмку В. Петрова 1 мая 1928 года — днём рождения Иркутской кинохроники[3].
3. ↑  Героиней сюжета «Союзкиножурнала» стала Людмила Павличенко, снайпер в гарнизоне Крымского фронта, впоследствии ставшая Героем Советского Союза.